# Rubén Darío Velásquez
Rubén Darío Velásquez (Pueblo Rico (Risaralda), Colombia; 18 de diciembre de 1975) es un exfutbolista colombiano. Jugaba de mediocampista.

## Selección Colombia

### Participaciones enCopas Oro
| Copa Oro            | Sede                    | Resultado        | PJ | GA | Asis |
| ------------------- | ----------------------- | ---------------- | -- | -- | ---- |
| Copa de Oro de 2003 | Estados Unidos y México | Cuartos de final | 3  | 0  | 0    |

### Participaciones enCopa Confederaciones
| Copa Confederaciones      | Sede    | Resultado    | PJ | GA | Asis |
| ------------------------- | ------- | ------------ | -- | -- | ---- |
| Copa Confederaciones 2003 | Francia | Cuarto lugar | 4  | 0  | 1    |

## Clubes
| Club              | País      | Año         |
| ----------------- | --------- | ----------- |
| Atlético Nacional | Colombia  | 1995 – 1997 |
| Once Caldas       | Colombia  | 1997 – 2001 |
| Cortuluá          | Colombia  | 2002        |
| Once Caldas       | Colombia  | 2002 – 2005 |
| Colón             | Argentina | 2006        |
| Real Cartagena    | Colombia  | 2006        |
| Deportivo Cali    | Colombia  | 2007        |
| Boyacá Chicó      | Colombia  | 2008        |
| Patriotas Boyacá  | Colombia  | 2009        |

## Palmarés

### Campeonatos nacionales
| Título          | Club         | País     | Año  |
| --------------- | ------------ | -------- | ---- |
| Torneo Apertura | Once Caldas  | Colombia | 2003 |
| Torneo Apertura | Boyacá Chicó | Colombia | 2008 |

### Campeonatos internacionales
| Título            | Club        | País     | Año  |
| ----------------- | ----------- | -------- | ---- |
| Copa Libertadores | Once Caldas | Colombia | 2004 |